# Cabo Blanco (udde i Spanien, Balearerna)
Cabo Blanco är en udde i Spanien.   Den ligger i regionen Balearerna, i den östra delen av landet, 600 km öster om huvudstaden Madrid. Cabo Blanco ligger på ön Mallorca.
Terrängen inåt land är platt. Havet är nära Cabo Blanco åt sydväst.  Närmaste större samhälle är Llucmajor, 16,5 km nordost om Cabo Blanco. Trakten runt Cabo Blanco består till största delen av jordbruksmark.